# تیگراناکرت
تیگراناکرت  (به ارمنی: Տիգրանակերտ) (به لاتین: Tigranocerta) نام شهری باستانی است در کنار شهر سیلوان در خاور دیاربکر در ترکیهٔ کنونی. این شهر را تیگران بزرگ پادشاه ارمنستان در سده یکم پیش از میلاد بنیاد نهاد و نام این شهر به معنی «ساختهٔ تیگران» است. پسوند (وام واژه ایرانی میانه غربی): کرت به معنی کرده و ساخته است و در نام بسیاری از شهرهای منطقه استفاده شده است.‎

## تاریخ
تیگران چون محل شهر آرتاشاد پایتخت ارمنستان را که بر ساحل رود ارس و در حوالی شهر فعلی ایروان واقع بود در رابطه با متصرفاتش که گسترش زیادی به سمت جنوب پیدا کرده بود دور از دسترس می‌دید تصمیم به بنای پایتخت تازه‌ای گرفت که به نام خودش تیگراناکرت نامیده شد.
محل شهر خوب انتخاب شده بود، چون برسر زمین‌های اطرافش مشرف و در منطقه‌ای محصور است که هم حاصلخیز است و هم آب فراوان دارد. موقعیت شهر نیز کم مساعد نبود، و چنان‌که چارلزورت می‌نویسد:
«تیگران فهمیده بود که تیگراناکرت در صورت واقع شدن در چنان جایی تبدیل به مرکز تجارتی مهمی بین شرق و غرب خواهد شد و بر راه تجارتی تازه‌ای دست خواهد داشت که رابط مستقیم بین شمال غربی کشور ایران با سرزمین کیلیکیه است.»
شهر به‌طور کامل با کاخ‌های باشکوه و با استحکامات نفوذ ناپذیر ساخته شد. در اطراف کاخ سلطنتی پارکهای وسیع و چندین کمینگاه برای شکار و حوض‌هایی برای پرورش ماهی ایجاد کرده بودند.

## مردم‌شناسی
تیگران از ارمنستان عده زیادی از ارمنیان را به آنجا آورد، و نیز از ساکنان کیلیکیه و کاپادوکیه و حتی از سوریه عده‌ای را به آنجا منتقل کرد. لیکن مهمترین قسمت سکنه پایتخت جدید را اگر هم نه از لحاظ کمیت بلکه از نظر کیفیت یونانیان تشکیل می‌دادند.